# 10792 Ecuador
A 10792 Ecuador (ideiglenes jelöléssel 1992 CQ2) a Naprendszer kisbolygóövében található aszteroida. Eric Walter Elst fedezte fel 1992. február 2-án.